# 野村一郎
野村 一郎（のむら いちろう、1868年 - 1942年7月28日）は、日本の建築家。
大阪と台湾、朝鮮を拠点に、旧台湾総督官邸（現台北賓館）、旧朝鮮総督府庁舎などの設計を手がけた。また、台湾総督府に在任中、台北市の都市計画にも携わった。

## 経歴
- 1895年（明治28年）東京帝国大学造家学科を卒業（同期に建築史家の関野貞）
- 1900年（明治33年）台湾総督府民政部土木課技師
- 1902年（明治35年）台湾総督府民政部営繕課技師
- 1904年（明治37年）台湾総督府民政部営繕課技師・課長
- 1907年（明治40年）朝鮮総督府庁舎建築設計審査委員を兼務
- 1911年（明治44年）台北市市区計画委員を兼務
- 1912年（大正1年）茂庄五郎建築事務所（関西での建築設計事務所の草分け）
- 1913年（大正2年）茂の死後、橋本勉とともに茂野村事務所を共同経営
- 1926年（昭和1年）野村一郎建築事務所を開く
- 1942年（昭和17年）逝去（享年73）

## 栄典
- 1914年（大正3年）6月10日 - 従四位[1]

## 主な作品
- 台湾総督官邸（現 台北賓館、福田東吾・宮尾麟と共同設計、1901年、台北市）
- 国立台湾博物館（1915年、台北市）
- 東託ビル（木子幸三郎と共同設計、1925年）
- 東洋ビルヂング（木子幸三郎・阿部美樹志と共同設計、1926年）
- 朝鮮総督府庁舎（ゲオルグ・デ・ラランデ・國枝博と共同設計、1926年、1996年取壊し）
- 大阪市電気局乗合自動車梅田第二車庫（1931年、現存しない）